# Златогорова (деревня)
Златогорова — деревня в Белоярском районе Свердловской области России. Входит в Белоярский муниципальный округ.
Ранее деревня входила в состав Камышевского сельсовета Белоярского района.

## География
Деревня Златогорова расположена в верхнем течении реки Златогоровки — левого притока Исети, в 21 километре к югу от посёлка Белоярского.
Через деревню проходит межрегиональная трасса Екатеринбург — Курган. К северу от деревни Златогоровой проходит ветка Екатеринбург — Каменск-Уральский — Курган. Возле деревни расположен остановочный пункт Златогорова Свердловской железной дороги.
В деревне Златогоровой семь улиц: Ленина, Малая Полянка, Пионерская, Садовая, Советская, Степная и Школьная; два садоводческих некоммерческих товарищества: «Дорожник» и «Дорожник-1».

## Население
| 2002 | 2010 | 2021 |
| ---- | ---- | ---- |
| 275  | ↗359 | ↘234 |